# Indophantes kalimantanus
Espèce
Indophantes kalimantanus est une espèce d'araignées aranéomorphes de la famille des Linyphiidae.

## Distribution
Cette espèce est endémique du Sabah en Malaisie. Elle se rencontre de 3 150 à 4 050 m d'altitude sur le mont Kinabalu.

## Description
Le mâle holotype mesure 2,45 mm et la femelle paratype 2,75 mm.

## Étymologie
Son nom d'espèce lui a été donné en référence au lieu de sa découverte, Kalimantan, Bornéo en malais.

## Publication originale
- Saaristo & Tanasevitch, 2003 : A new micronetid spider genus from the Oriental Region (Aranei: Linyphiidae: Micronetinae). Arthropoda Selecta, vol. 11, no 4, p. 319-330 (texte intégral)